# Linkselbische Täler

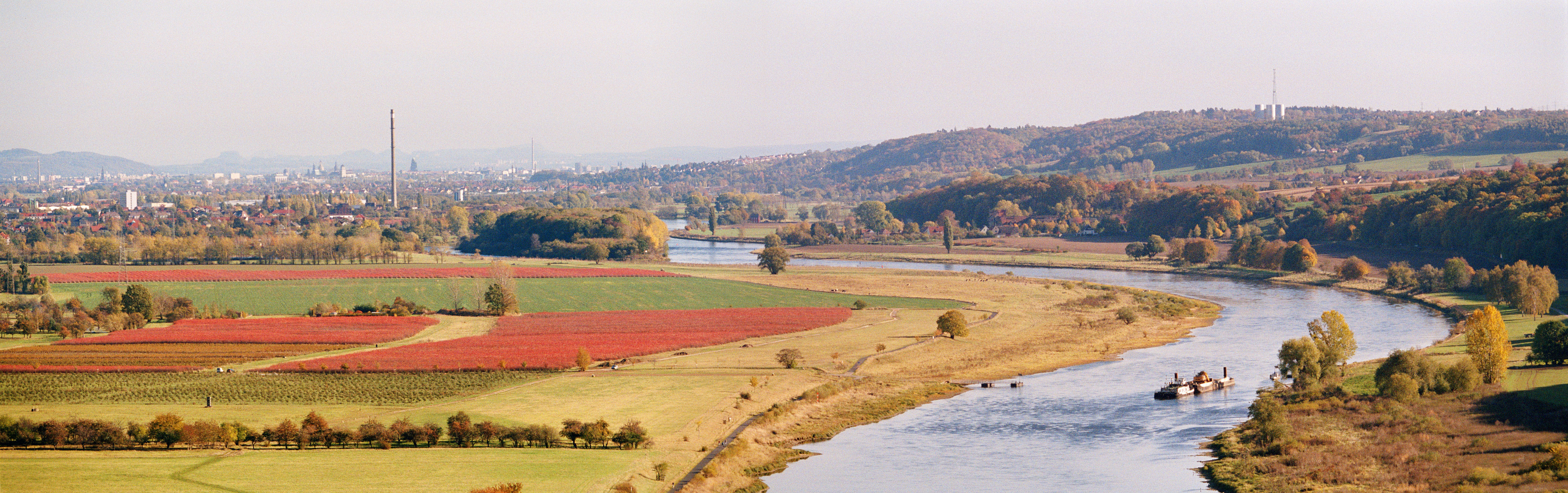
Blick vom Spaargebirge elbaufwärts Richtung Dresden:
In der Bildmitte die Gauernitzer Elbinsel, im rechten Teil das Mündungsgebiet der linkselbischen Täler.

Die linkselbischen Täler erstrecken sich zwischen Dresden und Meißen auf der linken Seite der Elbe.
Die Täler durchbrechen in diesem Gebiet den Steilhang zwischen Elbtalkessel und Meißner Hochland. Wegen ihrer Besonderheit ist die Landschaft Teil eines Landschaftsschutzgebiets. Dieses schließt auch das rechtselbische Spaargebirge mit ein, das landschaftlich der linkselbischen Seite näher steht als seinem rechtselbischen Umland. Die größten der Täler sind Saubachtal, Zschonergrund, Eichhörnchengrund, Tännichtgrund, Regenbachtal und Prinzbachtal.
Die linkselbischen Täler gehören größtenteils zur Gemeinde Klipphausen sowie zu kleineren Teilen zu den Ortschaften Cossebaude und Mobschatz und dem Stadtbezirk Cotta im Westen Dresdens.